# Paktia

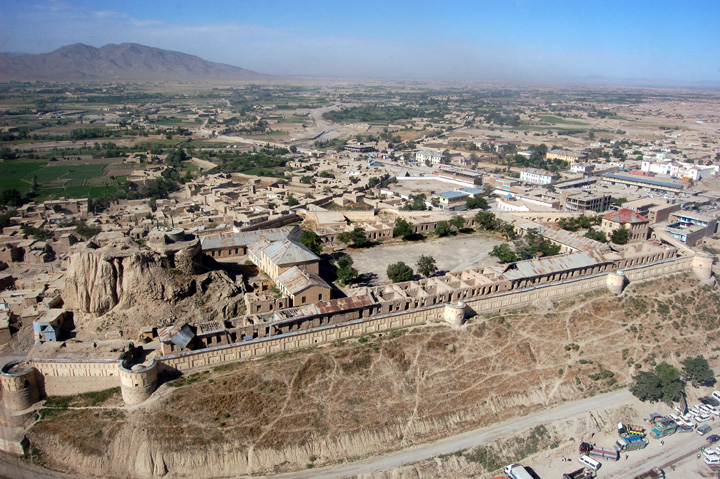
Festung von Gardez

Paktia (Dari und paschtunisch پکتیا) ist eine Provinz (velayat) im Südosten Afghanistans an der Grenze zu Pakistan. Sie hat eine Fläche von 5.583 Quadratkilometern und 633.870 Einwohner (Stand: 2022). und wird überwiegend von Paschtunen bewohnt.
Zur Provinz Paktia zählte ursprünglich auch das Gebiet um Chost. Daraus entstand eine eigene Provinz Chost.

## Geschichte
Paktia spielte in der Geschichte Afghanistans des Öfteren eine sehr wichtige bzw. ausschlaggebende Rolle. Aufgrund außerordentlicher Leistungen im Kampf gegen die Briten (Anglo-Afghanische Kriege) und nach der Machtergreifung von Habibullah Kalakâni erhielt Paktia einen Privilegiertenstatus und wurde mit militärischen Ehrentiteln, Grundbesitz, Beraterrollen, Geldgeschenken und andere Vergünstigungen wie Steuerfreiheit und Freistellung vom Wehrdienst, die teils bis heute noch Gültigkeit besitzen, belohnt.
In den 1960er Jahren war Paktia Ort des "Paktia-Projektes", in welchem verschiedene Akteure der westdeutschen Entwicklungshilfe die gesamte Provinz modernisierten. In Gesamtafghanistan hielten sich damals circa 800 westdeutsche Experten auf.

## Verwaltungsgliederung
Die Provinz Paktia besteht aus zwölf Distrikten (in Klammern die Hauptorte):
- Ahmadzai (Ahmadaba)
- Dand Wa Patan (Ghondai)
- Gardez (Gardez)
- Jani Khel (Jani Khel)
- Lazha Mangal (Lazha)
- Sayed Karam (Seyyed Karam)
- Shwak (Shwak)
- Tsamkani (Chamkani)
- Zadran (Waza)
- Mamuzai (Zurmat)
- Zazi (Ali Khel)
- Zurmat (Zarmal)